# Павлекович, Антун
А́нтун Павле́кович (хорв. Antun Pavleković) — югославский хорватский футболист, участник Олимпиады 1924 года.

## Карьера

### Клубная
Выступал в загребском клубе «Граджянски», в составе которого, вместе с командой, в 1923 году стал победителем первого в истории чемпионата Югославии (Королевства СХС).

### В сборной
Был в заявке главной национальной сборной Королевства СХС на Олимпиаде 1924 года, однако, на поле не выходил.

## Достижения
- Чемпион Королевства СХС (1): 1923